# Erkki Pakkanen
Erkki Pakkanen (n. 19 aprilie 1930, Elimäki, Uusimaa Province⁠(d), Finlanda – d. 23 aprilie 1973, Kouvola, Finlanda) a fost un boxer ce a reprezentat Finlanda, medaliat olimpic. A participat la o ediție a Jocurilor Olimpice (1952) în care a câștigat o medalie de bronz.

## Participări
Lista de mai jos prezintă principalele competiții la care a participat Erkki Pakkanen de-a lungul carierei.
- Jocurile Olimpice de vară din 1952